# 菱沼尚子
菱沼 尚子（ひしぬま なおこ、1970年 - ）は、日本の作曲家。

## 人物
1995年に東京芸術大学大学院音楽研究科作曲専攻修了。マリー・ジョゼ王妃国際作曲コンクールを日本人でただ一人優勝。日本音楽コンクール第3位、直後にその受賞作品で芥川作曲賞。現在、日本大学芸術学部、東京芸術大学音楽学部非常勤講師。